# Anteuil
Anteuil é uma comuna francesa na região administrativa de Borgonha-Franco-Condado, no departamento de Doubs. Estende-se por uma área de 24,29 km². Em 2010 a comuna tinha 661 habitantes (densidade: 27,2 hab./km²).